# Koszarawa
Koszarawa ist ein Dorf und Sitz der gleichnamigen Gemeinde im Powiat Żywiecki der Woiwodschaft Schlesien in Polen.

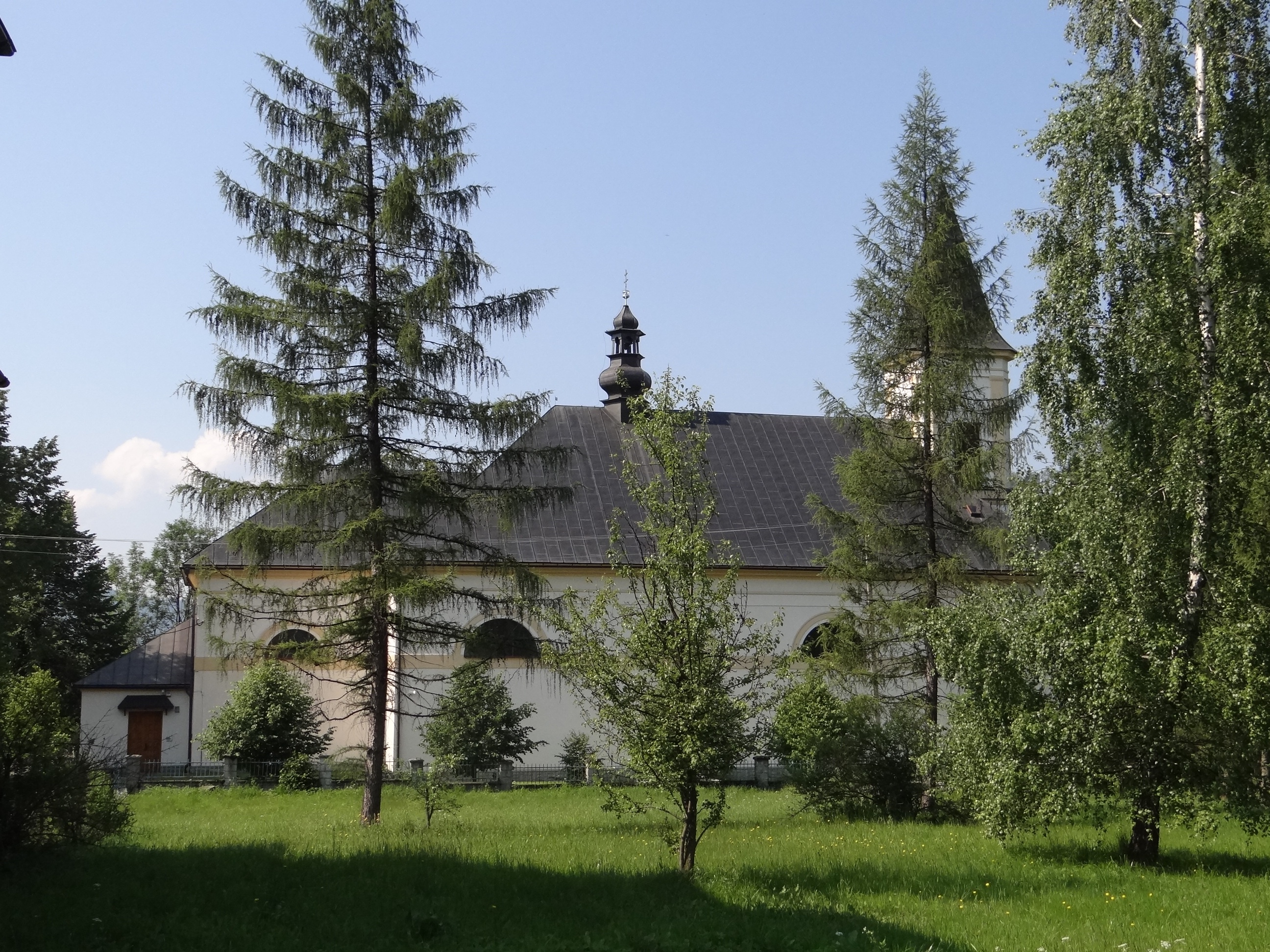
Ortskirche

## Geographie
Der Ort liegt im Quellengebiet des gleichnamigen Flusses in den Saybuscher Beskiden. Die Nachbarorte sind Pewel Wielka im Westen, Lachowice im Norden, Stryszawa im Nordosten, Zawoja im Osten, sowie Przyborów im Süden.

## Geschichte
Der Ort im Land Saybusch wurde am frühesten im 16. Jahrhundert auf dem Walachischen Recht gegründet. Der Name ist vom Wort koszar (wahrscheinlich walachischer Herkunft: Stall aus Flechtwerk, verstellbare Umzäunung für Schafs) abgeleitet.
Bei der Ersten Teilung Polens kam das Dorf 1772 zum neuen Königreich Galizien und Lodomerien des habsburgischen Kaiserreichs (ab 1804). Ab 1782 gehörte es dem Myslenicer Kreis (1819 mit dem Sitz in Wadowice). Nach der Aufhebung der Patrimonialherrschaften bildete es nach 1850 eine Gemeinde im Bezirk Saybusch.
1918, nach dem Ende des Ersten Weltkriegs und dem Zusammenbruch der k.u.k. Monarchie, kam Koszarawa zu Polen. Unterbrochen wurde dies nur durch die Besetzung Polens durch die Wehrmacht im Zweiten Weltkrieg. Es gehörte dann zum Landkreis Saybusch im Regierungsbezirk Kattowitz in der Provinz Schlesien (seit 1941 Provinz Oberschlesien).
Von 1975 bis 1998 gehörte Koszarawa zur Woiwodschaft Bielsko-Biała.

## Gemeinde
Zur Landgemeinde (gmina wiejska) Gilowice gehören die zwei Ortschaften Koszarawa und Bystra mit einem Schulzenamt (sołectwo).